# Porosz–francia háború
A porosz–francia háború 1870–1871 között zajlott le a Porosz Királyság által vezetett német szövetségesek és a Francia Császárság között.
A „kisnémet” egységet megvalósítani kívánó Poroszország rövid idő alatt szembekerült Franciaországgal, mivel III. Napóleon (1852–1870) országa nem nézte jó szemmel a határai mentén kialakulóban lévő erős államszövetséget.

## Története
A Habsburg Birodalom katonai vereségét követő prágai béke (1866. augusztus 23.) után III. Napóleon császár minden igyekezete arra irányult, hogy a váratlanul megnövekedett szomszédját elszigetelje, és ha szükséges, katonai csapást mérjen rá. Az ehhez szükséges katonai szövetséget azonban nem sikerült összekovácsolni. Az Olasz Királyság még Dél-Tirolért cserébe sem volt hajlandó Poroszország ellen fordulni, hiszen az 1866-os porosz–osztrák–olasz háborúban a poroszok szövetségeseként szerezhette meg Venetó tartományt. A Monarchia pedig nem merte német népeit a poroszok ellen indítani, bár a reváns végett több nacionalista érzelmű osztrák katonai kör sürgette mindezt, ám Andrássy Gyula közbelépésének is köszönhetően erre nem került sor. A katonai és minőségi helyzet amúgy sem kedvezett volna a Monarchiának, még Franciaország nagyméretű hadereje mellett sem, a Monarchia új hadereje is mindössze az 1870-es években állt rendelkezésre és tesztelés céljából Boszniában vetették be.
Az idő tehát ismét Bismarcknak dolgozott. A vaskancellár nem is szándékozott kihasználatlanul hagyni a külpolitikai helyzetet, és igyekezett olyan helyzetet teremteni, melyben Franciaországnak nincs más választása, mint a háború. A híressé vált emsi táviratot Bismarck azt a látszatot keltve fogalmazta át, mintha a német uralkodó megalázta volna a francia követet. Az eset a franciákat rendkívül felháborította és feltüzelte nacionalista érzelmeiket. Bár maga Napóleon óvakodott a háborútól Poroszországgal, ismervén az abban rejlő veszélyeket, de a francia embereknek a francia dicsőségbe és felsőbbrendűségbe vetett szinte már öntelt hite miatt nagy nyomás nehezedett a császárra. A legtöbben a korábbi évek győzelmeitől rendkívül elbizakodottak voltak. 1870 júliusában lázas diplomáciai próbálkozások után Franciaország hadat üzent. Vasúton, német precizitással megalkotott tervek szerint özönlöttek a porosz egységek a francia határhoz. A Patrice de Mac-Mahon tábornagy vezette francia hadsereg sorozatos vereségeket szenvedett. A III. Napóleon vezette sereg felmentésükre indult, de Moltke Sedannál körülzárta a franciákat, így szeptember 2-ára a francia császárnak nem maradt más választása, mint a fegyverletétel. III. Napóleon császár is porosz fogságba esett.
Két nappal később Párizsban kikiáltották a köztársaságot – a bonapartizmus rendszere megbukott. 1870. szeptember közepére a poroszok körülzárták Párizst. A főváros helyőrsége néhány hónapig védekezett, de utánpótlás hiányában januárra megadták magukat. 1871. január 18-án a versailles-i palota tükörtermében a német fejedelmek ünnepélyes keretek közt bejelentették a Német Császárság megszületését.
A végleges békeszerződést Majna-Frankfurtban írták alá 1871. május 10-én. A Német Császárság megszerezte Elzász és Lotaringia vidékét, ezen felül ötmilliárd aranyfrank hadisarchoz jutott.

## Következmények
A porosz függetlenségi háborúk végeztével egy új nagyhatalom születhetett, és Poroszország vezetésével megvalósult a bismarcki kisnémet egység.